# Cratere Cardano

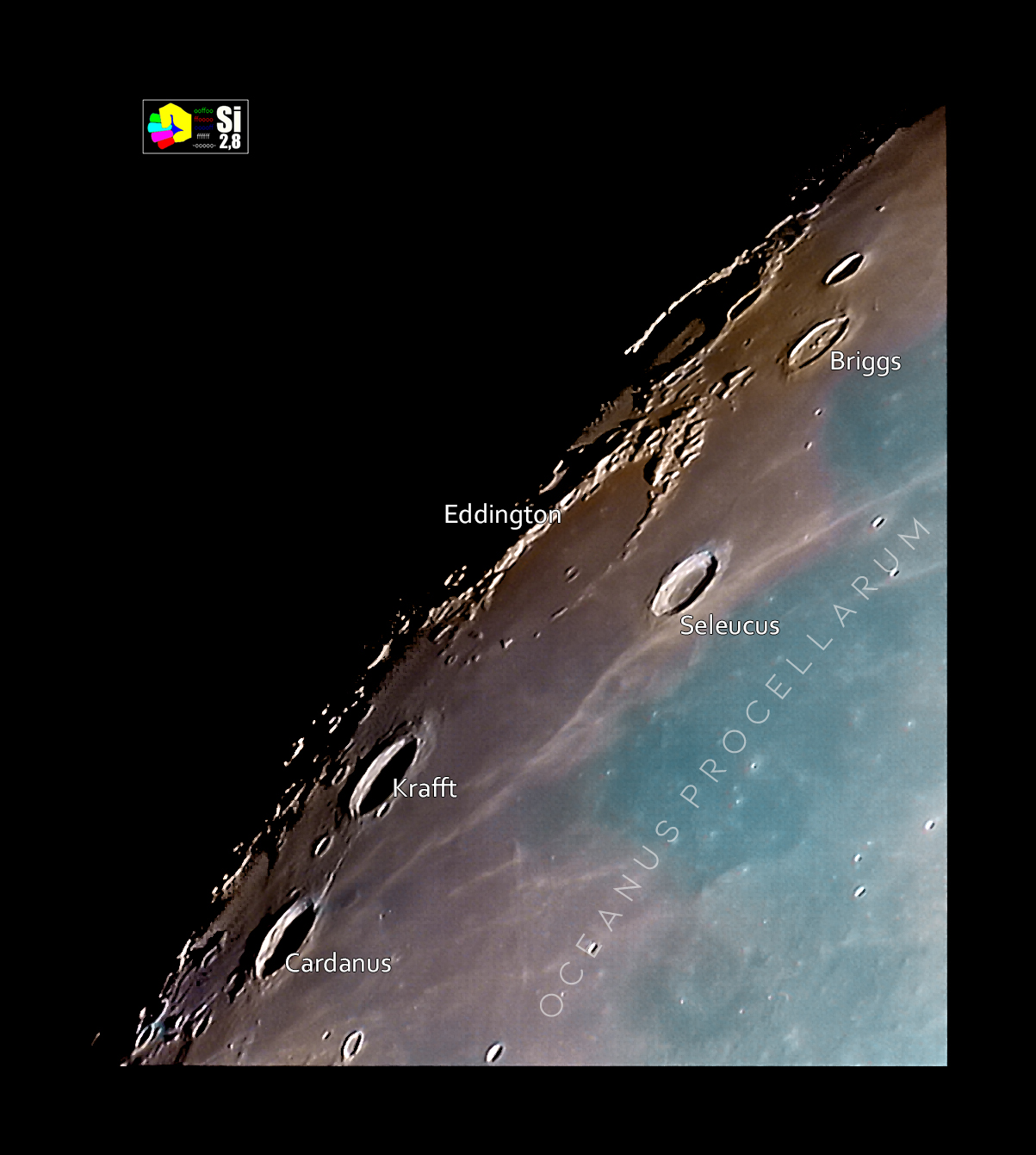
Immagine dell'area delcratere in formato Si. Vedi anche:

Cardano, o ufficialmente Cardanus, è un cratere lunare di 49,57 km situato nella parte nord-occidentale della faccia visibile della Luna, ad ovest dell'Oceanus Procellarum; per l'effetto prospettico dovuto alla vicinanza al bordo lunare appare ovale.
Cardanus è notevole per la catena di crateri, denominata Catena Krafft, che collega il suo bordo settentrionale con il cratere Krafft, più a nord. Il bordo esterno è affilato e abbastanza irregolare, con terrazzamenti lungo parte del versante interno. Il pianoro interno mostra numerosi piccoli crateri ed ha una bassa cresta verso il centro. La superficie è moderatamente irregolare nella porzione sudoccidentale e piuttosto povera di caratteristiche altrove.
A sud-est si trova il piccolo cratere Galilaei mentre a sud-ovest si trovano il cratere Olbers e la Rima Cardanus, una rima, quasi a mezza via tra i due crateri, che si estende poi verso est-nord-est all'interno dell'Oceanus Procellarum.
Il cratere è dedicato al matematico, medico e astrologo italiano Gerolamo Cardano. 

## Crateri correlati
Alcuni crateri minori situati in prossimità di Cardanus sono convenzionalmente identificati, sulle mappe lunari, attraverso una lettera associata al nome.
| Cardanus | Coordinate            | Diametro (in km) |
| -------- | --------------------- | ---------------- |
| B        | 11°27′00″N 73°57′36″W | 13,18            |
| C        | 11°10′48″N 76°18′00″W | 13,65            |
| E        | 12°48′N 70°48′W       | 6,42             |
| G        | 11°30′36″N 75°02′24″W | 7,61             |
| K        | 14°07′12″N 77°02′24″W | 7,9              |
| M        | 14°54′00″N 77°18′36″W | 8,88             |
| R        | 12°15′N 73°30′W       | 20,99            |